# 加賀笠間駅

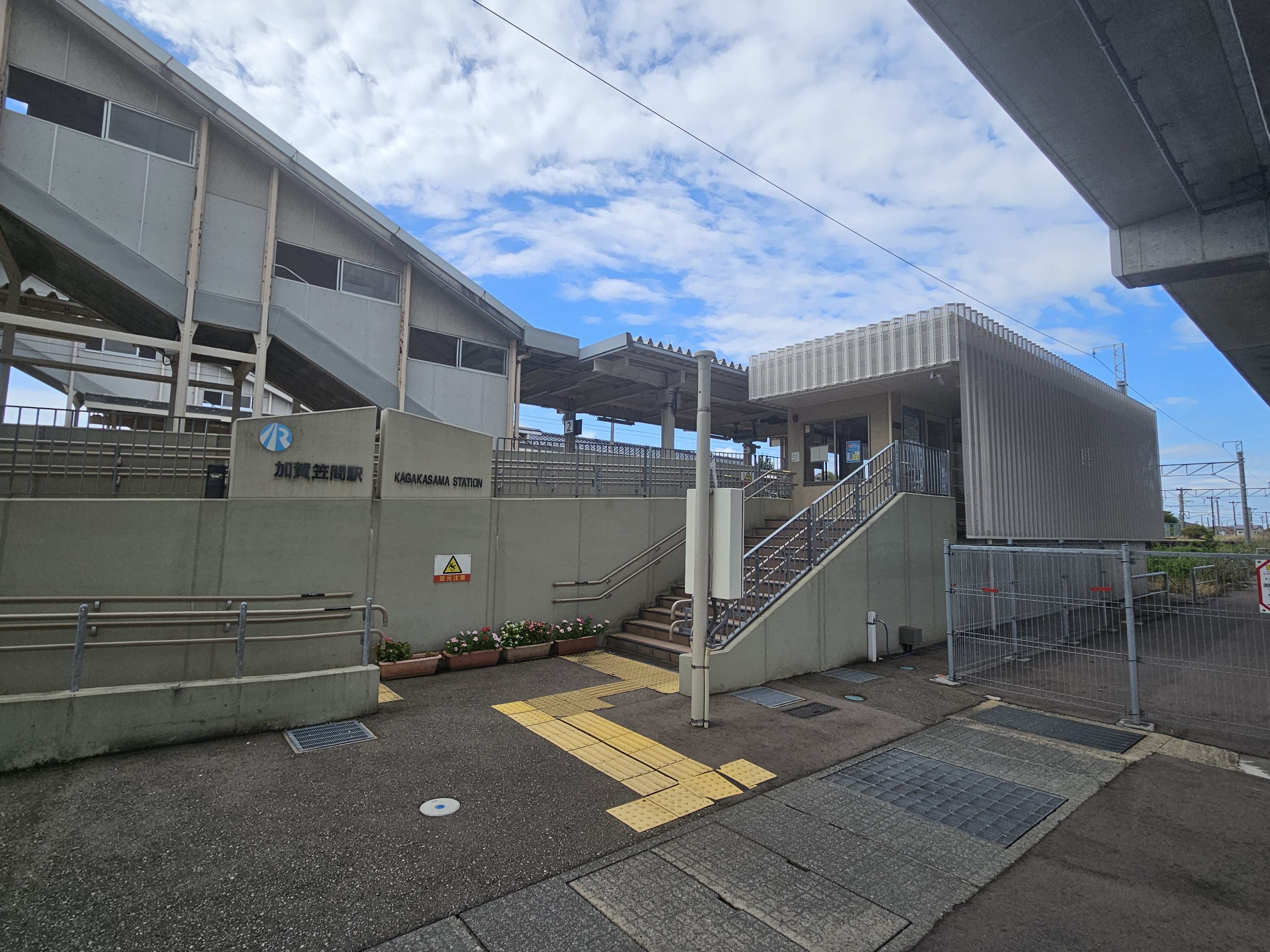
東口（2025年8月）

加賀笠間駅（かがかさまえき）は、石川県白山市笠間町にある、IRいしかわ鉄道線の駅である。

## 歴史

### 年表
- 1923年（大正12年）8月1日：国有鉄道北陸本線の美川駅 - 松任駅間に新設開業する（一般駅）[1][2]。
- 1963年（昭和38年）11月1日：貨物の取扱を廃止し、旅客駅となる[5]。
- 1971年（昭和46年）10月1日：荷物の取扱を廃止する[6]。無人駅となる[7]（運転扱い要員のみ継続配置[8]）。
- 1987年（昭和62年）4月1日：国鉄分割民営化により、西日本旅客鉄道（JR西日本）の駅となる[5]。
- 2017年（平成29年）4月15日：ICカード「ICOCA」の利用が可能となる[9][10][11][12][13]。
- 2021年（令和3年）4月1日：終日無人化[3][4]。
- 2024年（令和6年）3月16日：北陸新幹線 金沢駅 - 敦賀駅延伸開業に伴い、IRいしかわ鉄道の駅になる。

### 駅名の由来
所在地名が由来となったが、国鉄には既に笠間駅（水戸線）が存在したため旧国名を冠した。

## 駅構造
相対式ホーム2面2線を有する地上駅。分岐器や絶対信号機を持たないため、停留所に分類される。かつては混合ホーム2面3線で上り線に待避線があったが、レールを撤去してこの構造となった。互いのホームは跨線橋で連絡している。
かつては西口のみ木造駅舎が設置されていたが、駅の東側地域に新興住宅地が広がったのち、旧3番のりば跡に東口の駅舎が設置された。東口の待合所には廃車となった特急列車のシートを利用して作られたベンチが設置されていたが、駅舎が建て替えられた際に撤去された。
金沢駅が管理する無人駅。以前は簡易委託駅で駅の運営や清掃業務、防犯活動などは任意団体の「加賀笠間駅振興協議会」が行っていた。

### のりば
| のりば | 路線              | 方向 | 行先           |
| ------ | ----------------- | ---- | -------------- |
| 1      | ■IRいしかわ鉄道線 | 下り | 金沢方面       |
| 2      | ■IRいしかわ鉄道線 | 上り | 小松・福井方面 |

- 長らくのりば番号が設定されていなかったが、2018年までに改めて設定された。

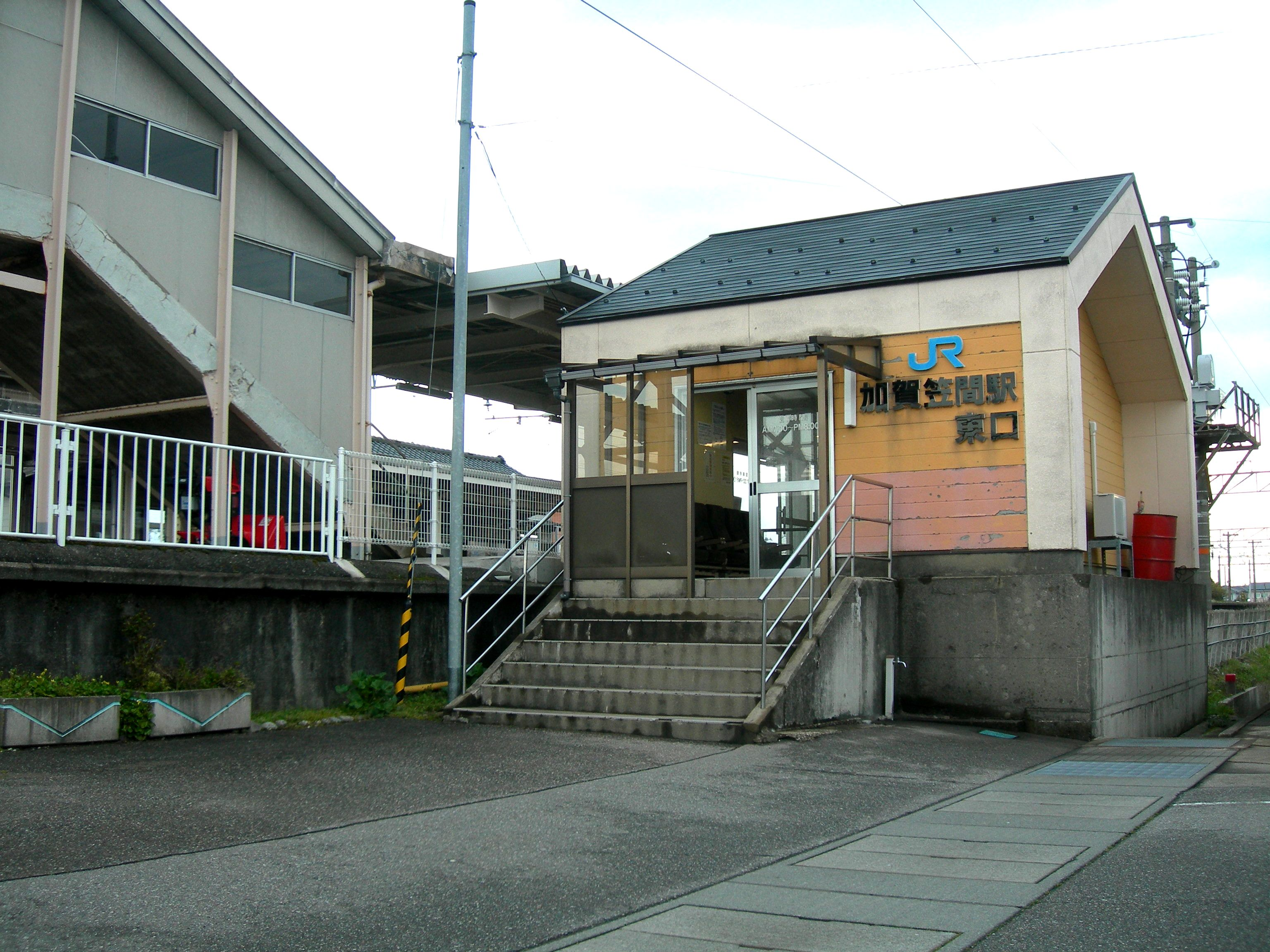
旧東口（2009年3月）
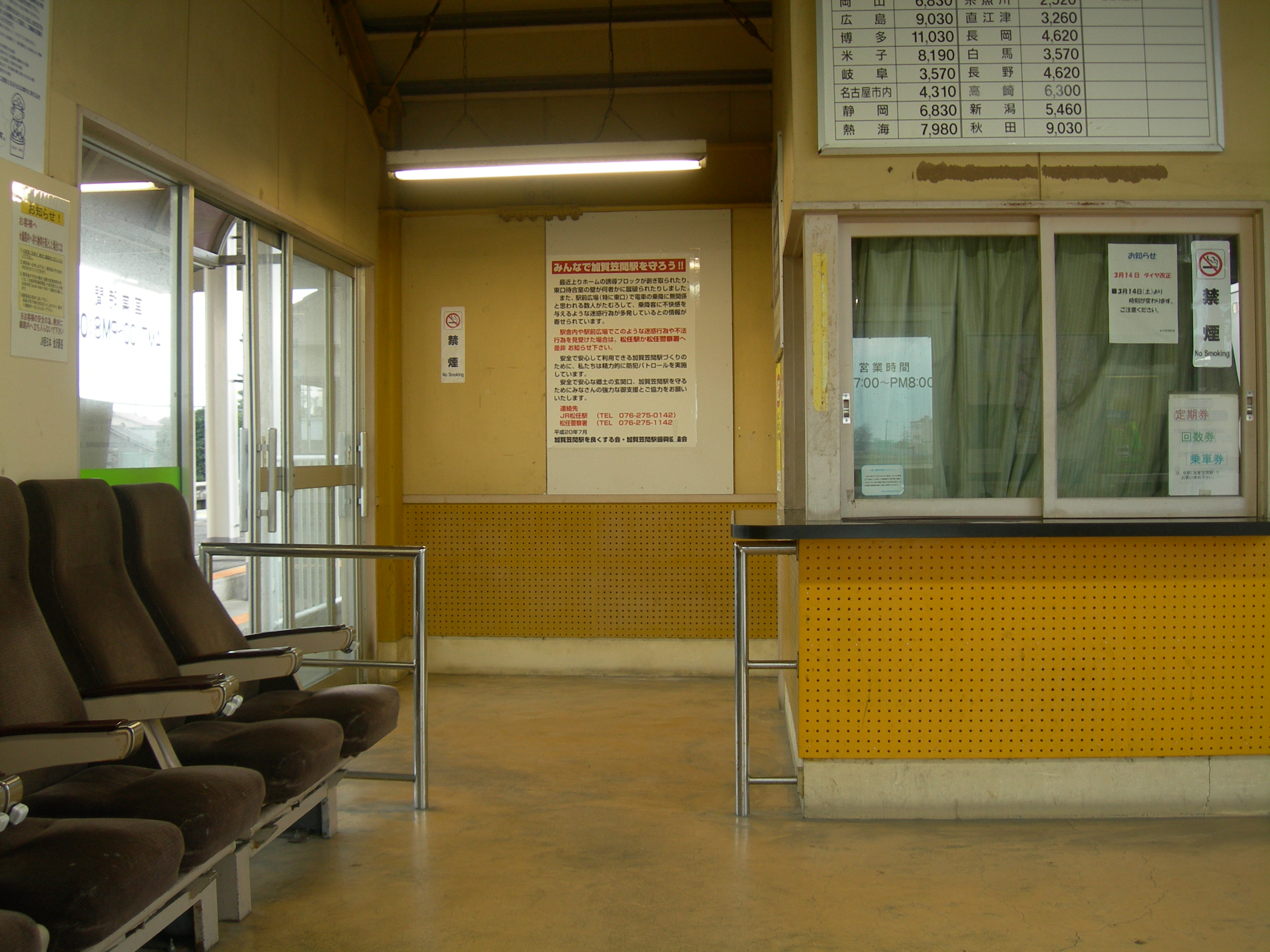
東口の旧待合所（2009年3月）
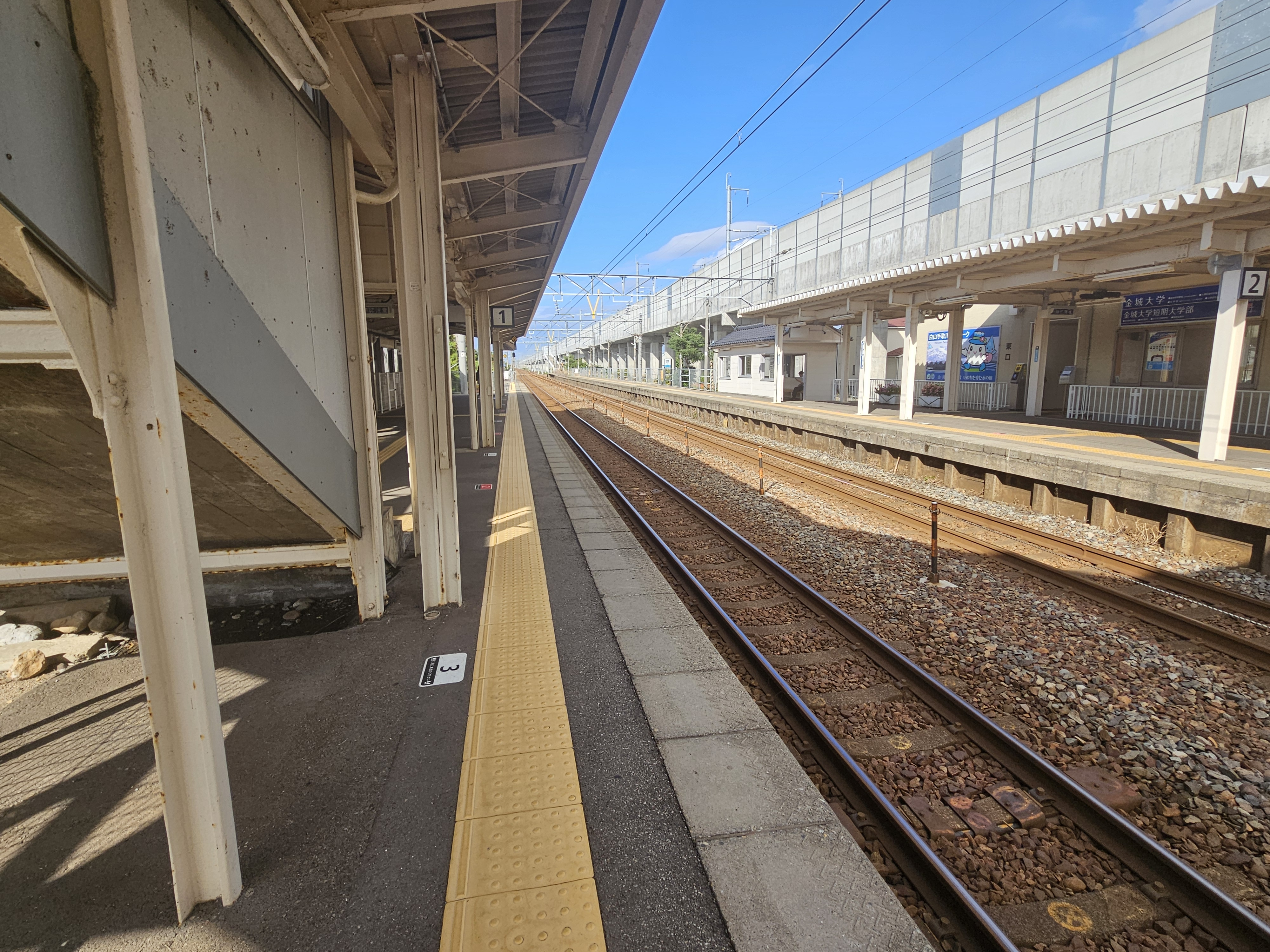
ホーム（2025年8月）

## 利用状況
2019年（令和元年）度の1日平均乗車人員は1,565人である。
「石川県統計書」および「白山市統計書」によると、近年の1日平均乗車人員の推移は以下のとおりである。
| 年度               | 1日平均 乗車人員 | 出典             |
| ------------------ | ---------------- | ---------------- |
| 2000年（平成12年） | 1,141            | [ 統計 2 ]       |
| 2001年（平成13年） | 1,237            | [ 統計 2 ]       |
| 2002年（平成14年） | 1,320            | [ 統計 2 ]       |
| 2003年（平成15年） | 1,375            | [ 統計 2 ]       |
| 2004年（平成16年） | 1,398            | [ 統計 2 ]       |
| 2005年（平成17年） | 1,395            | [ 統計 3 ]       |
| 2006年（平成18年） | 1,391            | [ 統計 3 ]       |
| 2007年（平成19年） | 1,429            | [ 統計 3 ]       |
| 2008年（平成20年） | 1,498            | [ 統計 3 ]       |
| 2009年（平成21年） | 1,521            | [ 統計 3 ]       |
| 2010年（平成22年） | 1,502            | [ 2 ] [ 統計 4 ] |
| 2011年（平成23年） | 1,496            | [ 統計 4 ]       |
| 2012年（平成24年） | 1,498            | [ 統計 4 ]       |
| 2013年（平成25年） | 1,533            | [ 統計 4 ]       |
| 2014年（平成26年） | 1,489            | [ 統計 4 ]       |
| 2015年（平成27年） | 1,552            | [ 統計 5 ]       |
| 2016年（平成28年） | 1,619            | [ 統計 5 ]       |
| 2017年（平成29年） | 1,663            | [ 統計 5 ]       |
| 2018年（平成30年） | 1,612            | [ 統計 5 ]       |
| 2019年（令和元年） | 1,565            | [ 統計 1 ]       |

## 駅周辺
駅前広場には、白山市域出身の俳人加賀千代女の句碑がある。
- 金城大学
  - 金城大学短期大学部
- 白山市立笠間中学校
- 白山市立松陽小学校
- 北陸新幹線白山総合車両所
- トレインパーク白山

## 北陸新幹線「白山駅」設置構想
白山駅（はくさんえき）は、石川県白山市が北陸新幹線金沢駅 - 小松駅間に設置を要請していた北陸新幹線の鉄道駅である。駅名は仮称である。当初白山総合車両所に在来線新駅と新幹線乗降場、後に当駅の周辺に新幹線新駅を設置する構想を立てていた。隣の松任駅に特急が毎日上下合わせて14本停車しているが、この構想が実現すれば白山市において特急列車の停車がなくなることの代替措置となり、大都市との速達性の低下を避けるとともに、新たな観光ルートも創設し得る、と白山市は説明していた。内閣総理大臣を務めた森喜朗が長きに渡りこの構想を提唱し、周辺地域では「目指せ!白山駅」などといった広告が多く出ていた。これに対し2016年11月、JR西日本は採算面などから新駅設置に難色を示し、2017年3月14日、与党整備新幹線建設推進プロジェクトチーム（PT）は新駅設置見送りを決定した。これを受け同年4月、地元自治体他による「北陸新幹線（仮称）白山駅建設期成同盟会」（会長は白山市長の山田憲昭、当時）は設置断念を表明。同年5月末をもって解散した。各民間団体も新駅誘致運動を終了している。

### 歴史
- 2011年（平成23年）
  - 12月22日：「白山駅整備促進・まちづくり推進市民会議」が設立され、会長には白山商工会議所の当時の会頭が就任した[23][24]。当時は金沢から大阪方面の延伸工事が全くの白紙状態であった。そのため、回送線を利用して旅客列車を走らせ、博多総合車両所に併設されている博多南駅のような駅を白山総合車両所内に整備し、更に当駅 - 松任駅間の在来線（構想時は北陸本線）上にも新駅を設置する構想であった[23][24]。
- 2012年（平成24年）
  - 8月8日：「白山駅整備促進・まちづくり推進市民会議」の総会で、事業主体が何処になるか、事業費の負担割合、発着本数が限られること、大阪方面への延伸後の活用方法などの課題が多いことから[23][24]、新幹線乗り場の実現は難しいとの見方が大勢を占め、旗振り役だった森も事実上断念する意向を明らかにした[25]。
  - 9月7日：市民団体「新幹線白山駅をつくろう会」が発足した。
- 2013年（平成25年）
  - 2月11日：駅を車両基地内ではなく、本線上にある本格的な新幹線駅として当駅に隣接させる計画に変更し、白山市、能美市、野々市市、川北町の3市1町と地元経済団体などによる「北陸新幹線（仮称）白山駅建設期成同盟会」を設立、事務局を白山市役所内に設置した。当駅周辺の北陸新幹線の建設に合わせた駅の同時建設を国の事業として要望した[26]。同様の例として九州新幹線の筑後船小屋駅がある。

- 2016年（平成28年）
  - 11月10日：石川県知事の谷本正憲は、与党PTの福井駅先行開業等検討委員会に駅の設置を要請し、これを受けた政府・与党は設置を検討した[27][28]。しかしながら、金沢駅に約15kmと比較的近く、工期が7年8ヶ月～9年3ヶ月、建設費は約100億 - 150億円（地元負担はその約3分の1）も掛かるため、国土交通省は「駅設置に伴う費用増を賄うだけの需要が見込めない」と指摘した。
  - 11月16日：JR西日本社長（当時）の来島達夫は、定例記者会見において「新駅を造るにふさわしいかどうかは、これから国の議論になる」と前置きし、特急列車が停車する最寄りの松任駅の利用状況（特急列車では一日当たり約100～200人）[29] を踏まえ「2022年度末の敦賀開業に向け、限られた時間の中で工事が進んでいる。この時期になって、新しい駅というのは難しい」[29]、「（新幹線も北陸本線と似たルートを通るため、白山駅の利用者も）相当少なくなってしまう」[29] との懸念を表明した。
  - 11月24日：山田は記者会見において、与党PTの検討委員会が設置を認めなかった場合、新幹線新駅を断念する意向を示した[30]。
  - 12月21日：来島は記者会見において、白山駅は需要が見込めず停車駅の増加で運行ダイヤの弾力性がなくなることを指摘し、「非常に難しい」と改めて否定的な見解を示した[31]。
- 2017年（平成29年）
  - 3月14日：与党PTの検討委員会は新幹線新駅「白山駅」設置見送りを決定[32]。
  - 4月15日：「北陸新幹線（仮称）白山駅建設期成同盟会」が白山市内で総会を開き、新駅設置を正式に断念することを表明。同年5月末で解散することを決めた[33]。

### 新駅構想の内容
全国に5つある新幹線総合車両所（総合車両基地）のうち地元自治体に新幹線駅が建設されていない総合車両所は白山総合車両所だけであるという現状認識から、当初は国の事業として白山総合車両所に新幹線乗降場を設置することを求めていた。しかし総合車両所内に乗降場を設置する場合、福井・大阪方面への延伸後のダイヤ調整など困難な問題が多く、白山市が整備費を負担する請願駅として本線上に新駅を設置する構想に変更した。
実際に駅を設置する場合、新幹線の停車駅が一駅増えることに伴うダイヤ調整や速達性の維持、工事計画や運行管理システムの変更、財源や収支採算性の確保が必要となっていた。
以下は北陸新幹線（仮称）白山駅建設期成同盟会の資料による駅構造・駅施設の概要である。
- シンプルで機能的な白山駅を計画。
- 高架駅。新幹線の高架下には駐輪場やレンタカー店舗等を設置。
- 新幹線側の駅前には、駅支援機能となる仮称「白山まるごと物産館」やバスターミナル、パークアンドライドやキスアンドライドの駐車場を整備。

### 利用予測
白山市及び北陸新幹線（仮称）白山駅建設期成同盟会では、1日の平均乗降客数を約6700人と想定していた。

## 隣の駅
IRいしかわ鉄道
■IRいしかわ鉄道線
■快速
通過
■普通
美川駅 - 加賀笠間駅 - 西松任駅

### 記事本文

### 利用状況
1. 1 2  “令和元年石川県統計書” (PDF).   石川県. p. 104 (2021年3月). 2021年4月12日閲覧。
2. 1 2 3 4 5  “平成17年度版 白山市統計書 JR乗車人員（1日平均）” (PDF).   白山市企画振興部企画課 (2022年2月9日). 2022年3月28日閲覧。
3. 1 2 3 4 5  “平成22年度版 白山市統計書 JR乗車人員（1日平均）” (PDF).   白山市企画振興部企画課 (2022年2月9日). 2022年3月28日閲覧。
4. 1 2 3 4 5  “平成27年度版 白山市統計書 JR乗車人員（1日平均）” (PDF).   白山市企画振興部企画課 (2022年2月9日). 2022年3月28日閲覧。
5. 1 2 3 4  “令和元年度版 白山市統計書 JR乗車人員（1日平均）” (PDF).   白山市企画振興部企画課 (2022年2月9日). 2022年3月28日閲覧。